# ملعب المدينة (بينانق)
ملعب المدينة هو ملعب متعدد الاستخدام يقع في إقليم بينانق الماليزية . غالبا ما تلعب عليه مباريات كرة القدم . يسع الملعب لجلوس 20 ألف متفرج . يعتبر الملعب الرسمي الذي يخوض فيه نادي بينانق مبارياته .